# Empire Trnava Cup 2012
L'Empire Trnava Cup 2012 è stato un torneo professionistico di tennis femminile giocato sulla terra rossa. È stata la 4ª edizione del torneo, che fa parte dell'ITF Women's Circuit nell'ambito dell'ITF Women's Circuit 2012. Si è giocato a Trnava in Slovacchia dal 28 luglio al 5 agosto 2012.

## Partecipanti

### Teste di serie

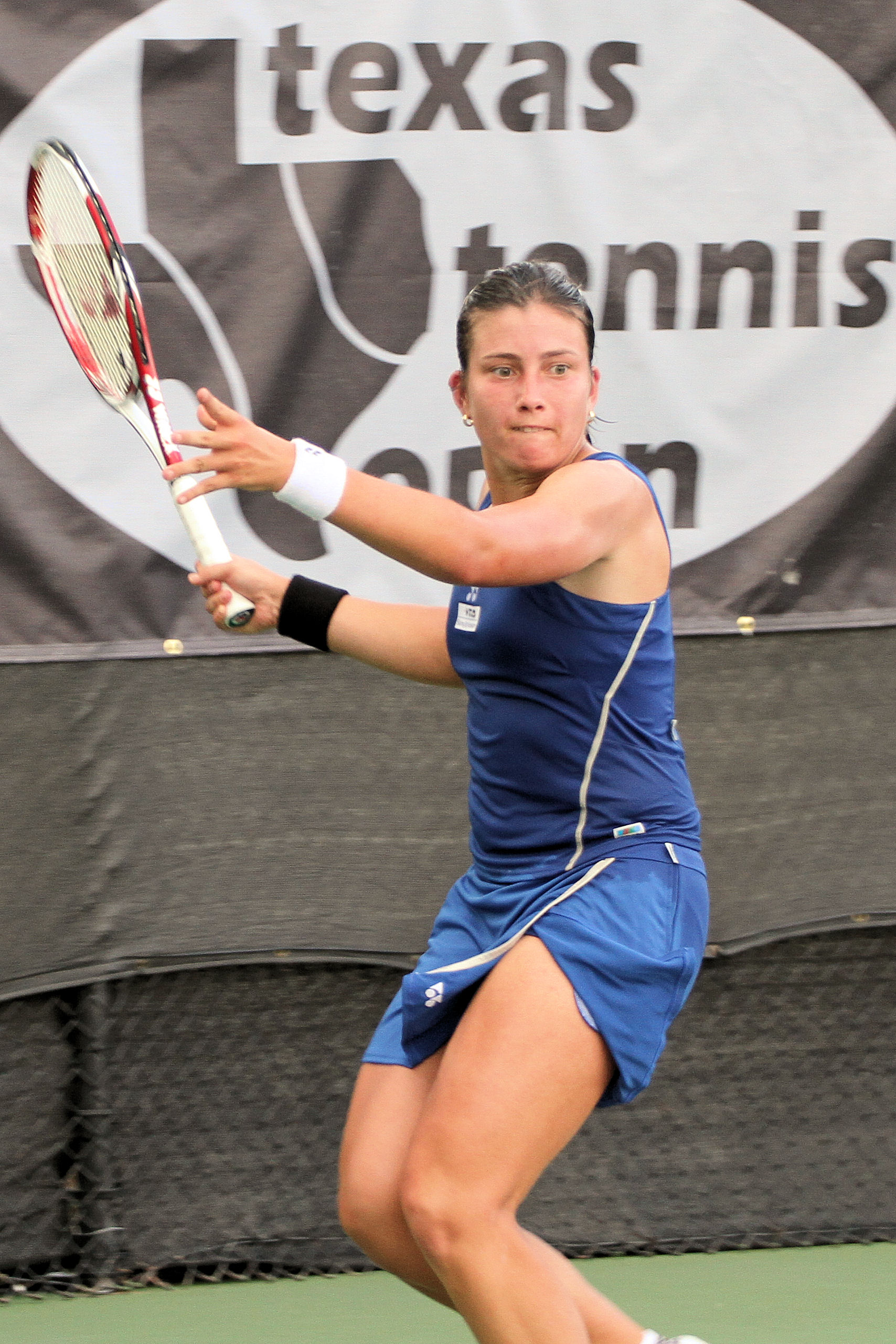
La campionessa del singolare.

| Nazionalità | Giocatrice           | Ranking* | Testa di serie |
| ----------- | -------------------- | -------- | -------------- |
| Germania    | Dinah Pfizenmaier    | 128      | 1              |
| Russia      | Valerija Savinych    | 133      | 2              |
| Italia      | Nastassja Burnett    | 137      | 3              |
| Austria     | Yvonne Meusburger    | 139      | 4              |
| Ucraina     | Julija Bejhel'zymer  | 160      | 5              |
| Paesi Bassi | Bibiane Schoofs      | 161      | 6              |
| Lettonia    | Anastasija Sevastova | 166      | 7              |
| Bulgaria    | Elica Kostova        | 167      | 8              |

- Ranking al 23 luglio 2012.

### Altre partecipanti
Giocatrici che hanno ricevuto una wild card:
- Michaela Frlicka
- Laura Gulbe
- Gabriela Pantůčková
- Nikola Vajdová

Giocatrici che sono passate dalle qualificazioni:
- Martina Borecká
- Iris Khanna
- Hilda Melander
- Ana Savić

## Campionesse

### Singolare
- Anastasija Sevastova ha battuto in finale  Ana Savić per walkover

### Doppio
- Elena Bogdan /  Renata Voráčová hanno battuto in finale  Marta Domachowska /  Sandra Klemenschits con il punteggio di 7–6(2), 6–4